# Station Våler
Station Våler is een station in  Våler in fylke Hedmark in Noorwegen. Het station ligt aan Solørbanen, die inmiddels gesloten is voor personenverkeer. Het station dateert uit 1910 en was een ontwerp van Harald Kaas. Tot 1910 was Flisa het eindpunt van de lijn vanuit Kongsvinger, in dat jaar werd de lijn doorgetrokken tot Elverum en werd ook Våler geopend.